# Ladenbergia magdalenae
Ladenbergia magdalenae är en måreväxtart som beskrevs av Bengt Lennart Andersson. Ladenbergia magdalenae ingår i släktet Ladenbergia och familjen måreväxter. Inga underarter finns listade i Catalogue of Life.